# U6 (München)
U6 is een metrolijn in de Duitse stad München.

## Stations
| Station                    | Overstappunt | Foto * | Type                         | Geopend          | Ligging                        | Wijk                                  |
| -------------------------- | ------------ | ------ | ---------------------------- | ---------------- | ------------------------------ | ------------------------------------- |
| Garching-Forschungszentrum |              | 100 !  | kuip                         | 14 oktober 2006  | 48° 15′ 55″ NB, 11° 40′ 20″ OL | Garching                              |
| Garching                   |              | 110 !  | dubbelgewelfdstation         | 14 oktober 2006  | 48° 14′ 57″ NB, 11° 39′ 5″ OL  | Garching                              |
| Garching-Hochbrück         |              | 120 !  | maaiveld                     | 28 oktober 1995  | 48° 14′ 50″ NB, 11° 37′ 52″ OL | Garching                              |
| Fröttmaning                |              | 130 !  | maaiveld                     | 30 juni 1994     | 48° 12′ 44″ NB, 11° 37′ 1″ OL  | Freimann                              |
| Kieferngarten              |              | 140 !  | maaiveld                     | 19 oktober 1971  | 48° 12′ 14″ NB, 11° 36′ 48″ OL | Freimann                              |
| Freimann                   |              | 150 !  | maaiveld                     | 19 oktober 1971  | 48° 11′ 31″ NB, 11° 36′ 52″ OL | Freimann                              |
| Studentenstadt             |              | 160 !  | maaiveld                     | 19 oktober 1971  | 48° 11′ 1″ NB, 11° 36′ 28″ OL  | Freimann                              |
| Alte Heide                 |              | 170 !  | ondiep gelegen zuilenstation | 19 oktober 1971  | 48° 10′ 43″ NB, 11° 36′ 10″ OL | Schwabing                             |
| Nordfriedhof               |              | 180 !  | ondiep gelegen zuilenstation | 19 oktober 1971  | 48° 10′ 23″ NB, 11° 35′ 49″ OL | Schwabing                             |
| Dietlindenstraße           |              | 190 !  | ondiep gelegen zuilenstation | 19 oktober 1971  | 48° 10′ 0″ NB, 11° 35′ 26″ OL  | Schwabing                             |
| Münchner Freiheit          |              | 580 !  | ondiep gelegen zuilenstation | 19 oktober 1971  | 48° 09′ 40″ NB, 11° 35′ 10″ OL | Schwabing                             |
| Giselastraße               |              | 590 !  | ondiep gelegen zuilenstation | 19 oktober 1971  | 48° 09′ 25″ NB, 11° 35′ 4″ OL  | Schwabing                             |
| Universität                |              | 600 !  | ondiep gelegen zuilenstation | 19 oktober 1971  | 48° 09′ 2″ NB, 11° 34′ 52″ OL  | Maxvorstadt                           |
| Odeonsplatz                |              | 775 !  | ondiep gelegen zuilenstation | 19 oktober 1971  | 48° 08′ 46″ NB, 11° 34′ 45″ OL | Altstadt Maxvorstadt                  |
| Marienplatz                |              | 790 !  | dubbelgewelfdstation         | 19 oktober 1971  | 48° 08′ 15″ NB, 11° 34′ 31″ OL | Altstadt                              |
| Sendlinger Tor             |              | 800 !  | ondiep gelegen zuilenstation | 19 oktober 1971  | 48° 08′ 0″ NB, 11° 34′ 0″ OL   | Altstadt Isarvorstadt Ludwigsvorstadt |
| Goetheplatz                |              | 810 !  | ondiep gelegen zuilenstation | 19 oktober 1971  | 48° 07′ 47″ NB, 11° 33′ 32″ OL | Isarvorstadt Ludwigsvorstadt          |
| Poccistraße                |              | 820 !  | ondiep gelegen zuilenstation | 28 mei 1978      | 48° 07′ 32″ NB, 11° 33′ 1″ OL  | Isarvorstadt Ludwigsvorstadt          |
| Implerstraße               |              | 830 !  | kuip                         | 22 november 1975 | 48° 07′ 10″ NB, 11° 32′ 54″ OL | Sendling                              |
| Harras                     |              | 840 !  | ondiep gelegen zuilenstation | 22 november 1975 | 48° 07′ 0″ NB, 11° 32′ 12″ OL  | Sendling                              |
| Partnachplatz              |              | 850 !  | ondiep gelegen zuilenstation | 16 april 1983    | 48° 07′ 1″ NB, 11° 31′ 36″ OL  | Sendling-Westpark                     |
| Westpark                   |              | 860 !  | ondiep gelegen zuilenstation | 16 april 1983    | 48° 07′ 5″ NB, 11° 30′ 58″ OL  | Sendling-Westpark                     |
| Holzapfelkreuth            |              | 870 !  | ondiep gelegen zuilenstation | 16 april 1983    | 48° 06′ 59″ NB, 11° 30′ 7″ OL  | Hadern Sendling-Westpark              |
| Haderner Stern             |              | 880 !  | kuip                         | 22 mei 1993      | 48° 07′ 7″ NB, 11° 29′ 20″ OL  | Hadern                                |
| Großhadern                 |              | 890 !  | ondiep gelegen zuilenstation | 22 mei 1993      | 48° 06′ 53″ NB, 11° 28′ 38″ OL | Hadern                                |
| Klinikum Großhadern        |              | 900 !  | ondiep gelegen zuilenstation | 22 mei 1993      | 48° 06′ 32″ NB, 11° 28′ 26″ OL | Hadern                                |

- De sorteerwaarde van de foto is de ligging langs de lijn